# Aleksandr Stukalin
Aleksandr Walerjewicz Stukalin (ros. Александр Валерьевич Стукалин; ur. 19 lutego 1981 w Saratowie) – rosyjski florecista, brązowy medalista mistrzostw świata.
Podczas mistrzostw świata w Turynie w 2006 roku Rosjanie w składzie: Aleksandr Stukalin, Artiom Siedow, Rienał Ganiejew i Aleksiej Chowanski zdobyli drużynowo brązowy medal. W rywalizacji drużynowej był też między innymi czwarty na mistrzostwach świata w Turynie (2006).
Ponadto zdobył drużynowo brązowy medal na mistrzostwach Europy w Bourges (2003) i srebrny na mistrzostwach Europy w Płowdiwie (2009).
Nigdy nie wziął udziału w igrzyskach olimpijskich.